# Sagittalata ata
Sagittalata ata är en insektsart som beskrevs av C.-k. Yang 1999. Sagittalata ata ingår i släktet Sagittalata och familjen fångsländor. Inga underarter finns listade i Catalogue of Life.